# Слепой Вилли Джонсон
Бла́йнд Ви́лли Джо́нсон (или Слепой Вилли Джонсон; англ. Blind Willie Johnson; 22 января 1897 — 18 сентября 1945) — американский гитарист и певец, работавший в жанре госпел-блюз. Член Зала славы блюза (2025)
Музыкальный сайт AllMusic называет его «потрясающим блюзовым гитаристом и, возможно, величайшим певцом в жанре духовной музыки предвоенного периода».
Джонсон считается одним из величайших боттлнек-слайд-гитаристов в истории. Выступал он со своими евангелическими песнями на улицах Техаса. Как указывает AllMusic, он «известен своим мощным и пылким грубым певческим голосом не менее, чем как умелый гитарист. Чаще всего он пел грубым басом (только иногда исполняя [песни] своим природным тенором) на громкости такой, чтобы перекрыть шум улицы».
Записал всего 30 песен, всё это за период в три года, но многие из этих песен стали классикой госпел-блюза — в частности, «Jesus Make Up My Dying Bed», «God Don’t Never Change» и его самая известная песня «Dark Was the Night — Cold Was the Ground».
Песня «Mother’s Children Have a Hard Time» в исполнении Слепого Вилли Джонсона входит в составленный Залом славы рок-н-ролла список 500 Songs That Shaped Rock and Roll (500 песен, определяющих рок-н-ролл)
В 1977 году Карл Саган и другие исследователи собрали звуки и изображения с планеты Земля, чтобы отправить их на «Вояджер-1 » и «Вояджер-2» . Золотая пластинка Voyager включает записи звуков, издаваемых лягушками, сверчками, вулканами, биение человеческого сердца, смех, приветствия на 55 языках и 27 музыкальных произведений. По словам Тимоти Ферриса, «Dark Was the Night, Cold Was the Ground» была включена, потому что «песня Джонсона касается ситуации, с которой он сталкивался много раз: наступила ночь, когда негде спать».

## Дискография
- См. статью «List of Blind Willie Johnson songs» в английском разделе.